# Marik Klára
Tasnádi Endréné Marik Klára, Marik Klára Ilona Edit (Budapest, Erzsébetváros, 1903. március 18. – Budapest, 2005. január 25.) muzeológus, művészettörténész, sportoló. A berlini olimpiai játékok szellemi versenyének résztvevője (irodalmi pályázattal), azon kevés olimpikonok egyike, akik századik születésnapjukat is megünnepelhették.

## Pályafutása
Marik Ernő gyári titkár és Hartmann Ilona újpesti születésű evangélikus szülők leányaként született 1903-ban. 1924-1925-ben a Közgazdaságtudományi Egyetem; 1925-1928-ban a Testnevelési Főiskola hallgatója volt, majd 1929-1931-ben a Pázmány Péter Tudományegyetem művészettörténet szakon tanult. 1928-tól a Vallás- és Közoktatási Minisztérium Testnevelési és Sportosztályán dolgozott. Az 1936-os berlini olimpián részt vett „A lassító lencsén keresztül” című, hét versből álló munkájával irodalom, lírai művek kategóriában. 1944 és 1965 között az Iparművészeti Múzeum munkatársa volt, ahol a veszélyeztetett magángyűjteményekkel foglalkozott. 1961-ben átfogó üvegművészet-történeti kiállítást rendezett a Szent István Király Múzeumban. 1986-88-ban a Képző- és Iparművészeti Szakközépiskolában tanított üveg-szaktörténetet. Régi üvegeket gyűjtött, a gyűjteményét pedig a sárvári Nádasdy Múzeumnak ajándékozta oda. Ő alapította 1988-ban a Pro Arte Vitraria díjat,

## Könyv
- A bécsi porcelán; Corvina, Bp., 1970
- A bécsi porcelán; 2. átdolg. kiad.; Corvina, Bp., 1975